# Oussou Konan
Pour les articles homonymes, voir Konan.
Oussou Konan Anicet Harian Maxmalon, né le 23 janvier 1989 à Anyama et mort le 3 janvier 2022 à Yopougon, est un footballeur ivoirien qui occupe le poste d'attaquant.

## Biographie
Il commence sa carrière professionnelle au club le de L'Espérance Sportive de Tunis à l'âge de 18 ans. Il signe ensuite un contrat de 5 ans avec le club de la capitale tunisienne. Une pubalgie de même que des blessures à répétition l'éloignent des stades pendant un moment. 
De retour de blessure, il est prêté à de nombreuses reprises avant de signer à El Makasa. 
Très vite, Oussou confirme par ses très bonnes prestations et ses talents de buteur. Pendant la saison 2011-2012, il inscrit 9 buts en 16 matches (soit une moyenne de 1 but tous les 2 matches) avant que le championnat ne soit interrompu pour raisons politiques. 
Il s'engage avec Al Alhy le 19 juin 2012 pour trois ans. Son nouveau club remporte alors la champion's ligue africaine version 2012. 
Par conséquent, à défaut de reprise du championnat égyptien de football (les problèmes politiques subsistent), Oussou Konan est prêté au Club de Hajer en Arabie saoudite D1.
Il meurt après un malaise, peut-être empoisonné, le 3 janvier 2022.

## Palmarès
- Vainqueur de la  Ligue des champions de la CAF  en 2012
- Vainqueur de la  coupe nord-africaine des vainqueurs de coupe  en  2009
- Vainqueur de la  Supercoupe d'Égypte de football  en 2012
- Vainqueur du Championnat de Finlande en 2014
- Vainqueur de la Coupe de Côte d'Ivoire en 2019